# Virbia subapicalis
Virbia subapicalis là một loài bướm đêm thuộc phân họ Arctiinae, họ Erebidae.